# Terrassa
Terrassa település Spanyolországban, Barcelona tartományban. Lakosainak száma 228 708 fő (2024).

## Földrajza
Terrassa Mura, Matadepera, Castellar del Vallès, Sabadell, Sant Quirze del Vallès, Rubí, Ullastrell, Viladecavalls és Vacarisses községekkel határos.

## A város híres szülöttei
- Xavier Hernández spanyol válogatott labdarúgó, edző
- Álvaro Granados világbajnok spanyol válogatott vízilabdázó, olimpikon

## Testvértelepülések
- Pamiers
- Örebro község

## Népesség
A település lakosságának változását az alábbi diagram mutatja:
| Lakosok száma | 1835 | 16 265 | 47 416 | 92 234 | 159 530 | 189 212 | 210 941 | 215 517 | 220 556 | 228 708 |
|               | 1717 | 1887   | 1936   | 1960   | 1986    | 2004    | 2009    | 2014    | 2019    | 2024    |